# Fraccionamiento los Huertos
Fraccionamiento los Huertos är en ort i Mexiko.   Den ligger i kommunen Acatlán de Pérez Figueroa och delstaten Oaxaca, i den sydöstra delen av landet, 290 km öster om huvudstaden Mexico City. Fraccionamiento los Huertos ligger 115 meter över havet och antalet invånare är 130.
Terrängen runt Fraccionamiento los Huertos är kuperad västerut, men österut är den platt. Runt Fraccionamiento los Huertos är det ganska tätbefolkat, med 65 invånare per kvadratkilometer. Närmaste större samhälle är Cosolapa, 18,2 km nordväst om Fraccionamiento los Huertos. Omgivningarna runt Fraccionamiento los Huertos är en mosaik av jordbruksmark och naturlig växtlighet.